# Golm (Zichow)
Golm è una frazione del comune tedesco di Zichow, nel Land del Brandeburgo.

Conta 390 abitanti.

## Storia
Golm fu nominata per la prima volta nel 1354.
Il 31 dicembre 2001 il comune di Golm venne aggregato al comune di Zichow.